# Нерпичье Озеро
Нерпичье Озеро — лагуна в Олюторском районе Камчатского края России, залив Берингова моря.
Лежит в окружении сопок, высота которых не превышает 845,9 м (гора Крутая). Имеет продолговатую форму, вытянута с северо-запада на юго-восток. Площадь поверхности лагуны — 19,1 км². Отделена от бухты Василия Берингова моря косой и отмелью. Вблизи протоки в бухту имеется остров. Величина прилива в месте выхода протоки в бухту — 1,2 м.
В Нерпичье Озеро впадает три крупных водотока — река Яловаям с запада, ручей Болотный с севера и ручей Сухой с востока. Площадь водосборного бассейна лагуны — 192 км².
Полуостров, образующий северо-восточный берег лагуны, сложен вулканическими породами. В бассейнах впадающих в лагуну ручьёв, а также в прибрежной зоне, выявлены осадочные породы.
Название лагуна получила по заходящим в неё нерпам.